# Caroline Norton

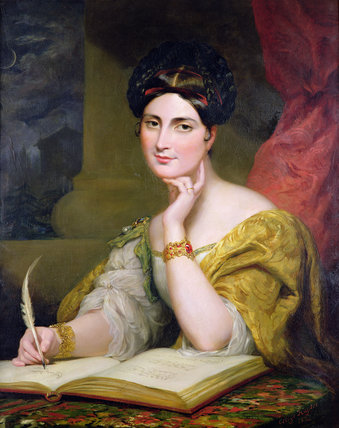
Caroline Norton, gemalt von George Hayter im Jahr 1832

Caroline Elizabeth Sarah Norton (* 22. März 1808 in London; † 15. Juni 1877 ebenda), häufig auch Caroline Sheridan Norton, war eine britische Schriftstellerin und eine der ersten Reformerinnen der Gesellschaft des Vereinigten Königreichs. Aufgrund der juristischen Probleme, die sie wegen der Trennung von ihrem Ehemann hatte, und der dadurch sichtbar gewordenen Ungerechtigkeiten, denen Ehefrauen und geschiedene Frauen durch die Geschlechtsvormundschaft des Ehemannes ausgeliefert waren, setzte ein gesellschaftliches Umdenken ein, das allmählich zur Verbesserung der Rechte von Ehefrauen führte.

## Leben

### Jugend und Heirat
Caroline war eine Tochter von Thomas Sheridan und der Romanautorin Caroline Henrietta, geb. Callander sowie eine Enkelin des irischen Dramatikers und Politikers Richard Brinsley Sheridan. Nachdem ihr Vater 1817 in Südafrika gestorben war, lebte sie einige Jahre im Hampton Court Palace und wuchs dort früh in die bessere Gesellschaft hinein. Sie und ihre beiden Schwestern Helen Blackwood, Baroness Dufferin and Claneboye und Georgiana Seymour, Duchess of Somerset wurden aufgrund ihrer Schönheit und Fertigkeiten als die „drei Grazien“ der damaligen Londoner Gesellschaft bezeichnet. 1827 heiratete Caroline den Rechtsanwalt George Chapple Norton (* 1800; † 1875), einen jüngeren Bruder des Lords Grantley. Ihre Schwestern waren ähnlich „standesgemäß“ verheiratet worden.

### Frühe literarische Leistungen
Bereits in ihren Jugendjahren begann Caroline ihre literarische Tätigkeit. Im Alter von 17 Jahren veröffentlichte sie anonym die witzige, von ihr selbst illustrierte Satire The Dandies’ Rout (London 1825). Vier Jahre später machte sie sich durch ihr erstes ernsthaftes lyrisches Werk Sorrows of Rosalie (London 1829) bekannt, das eine rührende Geschichte aus dem Landleben darstellt. 1830 folgte ihre auf der Legende vom Ewigen Juden beruhendes Gedicht The Undying One. Aufgrund dieser Poesien wurde sie der weibliche Byron genannt, und tatsächlich war sie mit diesem Dichter durch Stärke der Leidenschaft, Pathos und Kühnheit der Gedanken verwandt.

### Eheprobleme und Skandalprozess

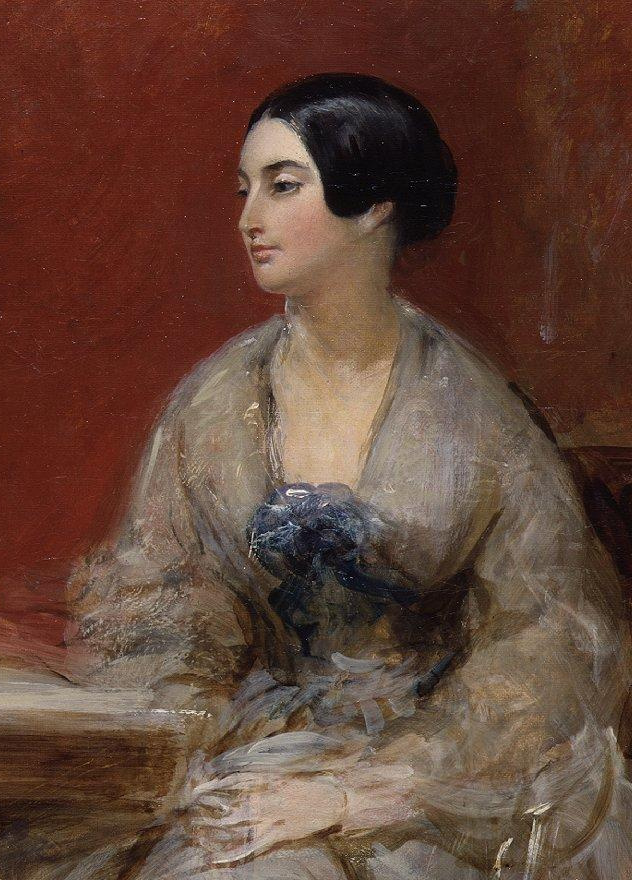
Caroline Norton (Teil eines Gemäldes von Frank Stone), um 1845

Die Ehe mit George Chapple Norton verlief sehr unglücklich. Ihr Gatte war eifersüchtig und besitzergreifend, und er wurde etwa bei seinen Anfällen von Trunksucht gegenüber Caroline öfters gewalttätig. Außerdem verlangte Norton von seiner Gemahlin, dass sie mittels ihrer Beziehungen seine Karriere fördern solle. Nach drei Ehejahren zog Caroline zu ihrer Schwester um, kehrte auf die Beteuerung ihres Gatten sich zu bessern, zu ihm zurück, fand dann aber die Situation nur noch schlechter als zuvor. 1836 trennte sie sich endgültig von ihm. Norton beschuldigte daraufhin in einem skandalösen Prozess den Premierminister Lord Melbourne eines außerehelichen Verhältnisses mit Caroline, die dieser 1831 kennengelernt hatte. Der Fall, der einen öffentlichen Skandal verursachte, wurde aber gegen Norton entschieden.

### Situation der geschiedenen Ehefrau – Neue Familiengesetze
Norton verweigerte Caroline eine Scheidung und den Umgang mit ihren drei Söhnen, was ihm nach damaliger Rechtslage möglich war. Er hatte die Kinder praktisch entführt und bei Verwandten zuerst in Schottland und dann in Yorkshire untergebracht, die Mutter blieb in Unkenntnis ihres Aufenthaltsortes. Aufgrund ihrer Schwierigkeiten bemühte sich Caroline intensiv, auch durch politische Agitation, eine Verbesserung der Rechtslage für verheiratete und geschiedene Frauen herbeizuführen. Sie trug wesentlich zur 1839 erfolgten Verabschiedung des Custody of Infants Act bei., der Müttern bessere Möglichkeiten zum Erhalt des Sorgerechts oder zumindest Besuchsrechts für ihre Kinder einräumte.
1853 kam es zu einem Gerichtsverfahren zwischen Caroline und ihrem Gemahl, da Norton sich weigerte, seiner Gattin finanzielle Unterstützungen zu zahlen und darüber hinaus die Einkünfte aus dem Erlös ihrer Bücher für sich beanspruchte, was durchaus im Einklang mit dem damaligen Common law war. Caroline beklagte sich in Protestbriefen an Königin Victoria über die bestehenden Scheidungsgesetze und hatte damit bedeutenden Einfluss darauf, dass der Matrimonial Causes Act von 1857 beschlossen wurde, der das Scheidungsrecht reformierte.

## Kritik durch Gedichte
In zwei Gedichten hatte Caroline soziale Probleme thematisiert, nämlich 1836 in A Voice from the Factories eine beredte und mitreißende Verurteilung von Kinderarbeit gegeben sowie 1845 The Child of the Islands veröffentlicht, dessen Titel den Prince of Wales bezeichnet und worin die Autorin eine unter dem Einfluss von Carlyle und Disraeli stehende, ergreifende Darstellung gesellschaftlicher Missstände im damaligen England gibt. Ihren Neffen und Nichten widmete sie die mit reizender Zärtlichkeit verfasste Kinderschrift Aunt Carry’s Ballads for Children (1847).

## Späteres Leben und Tod
Caroline Norton soll eine fünf Jahre dauernde Affäre in den frühen 1840er Jahren mit dem prominenten konservativen Politiker Sidney Herbert gehabt haben. Aber Herbert heiratete 1846 eine andere Frau.  Im mittleren Alter war sie mit dem Autor George Meredith befreundet. Sie war die Inspiration für Diana Warwick, die intelligente, heißblütige Heldin in Merediths 1885 veröffentlichtem Roman Diana of the Crossways.
Der Tod ihres Gatten George Chapple Norton (1875) machte Caroline frei und sie heiratete im März 1877, obwohl sie bereits kränklich und 69 Jahre alt war, einen alten Freund, den schottischen Historiker und Politiker Sir William Stirling-Maxwell. Sie starb aber schon drei Monate danach am 15. Juni 1877 in London.

## Weitere Werke (Auswahl)
- 1835: The Wife, and Woman’s Reward. Roman, 3 Bände
- 1840: The Dream, and other Poems.
- 1850: Sketches and Tales in Prose and Verse. Kinderschrift
- 1851: Stuart of Dunleath. Düstere Erzählung, 3 Bände; deutsch von Czarnowsky, Leipzig 1852
- 1854: English Laws for Women in the Nineteenth Century.
- 1862: The Lady of La Garaye. dichterische Verarbeitung einer bretonischen Sage
- 1863: Lost and Saved. Roman, 3 Bände; deutsch von Seybold, 4 Bände, Leipzig 1863
- 1867: Old Sir Douglas. Roman, 3 Bände
- 1870: The Rose of Jericho.